# Helina latitarsis
Helina latitarsis är en tvåvingeart som beskrevs av Ringdahl 1924. Helina latitarsis ingår i släktet Helina och familjen husflugor. Arten är reproducerande i Sverige. Inga underarter finns listade i Catalogue of Life.